# André Joseph Guillaume Henri Kostermans
Dr. André Joseph Guillaume Henri 'Doc' Kostermans (o Ahmad Jahja Goh Hartono Kostermans) (1 de julio de 1906— 10 de julio de 1994) fue un botánico indonesio.

## Biografía

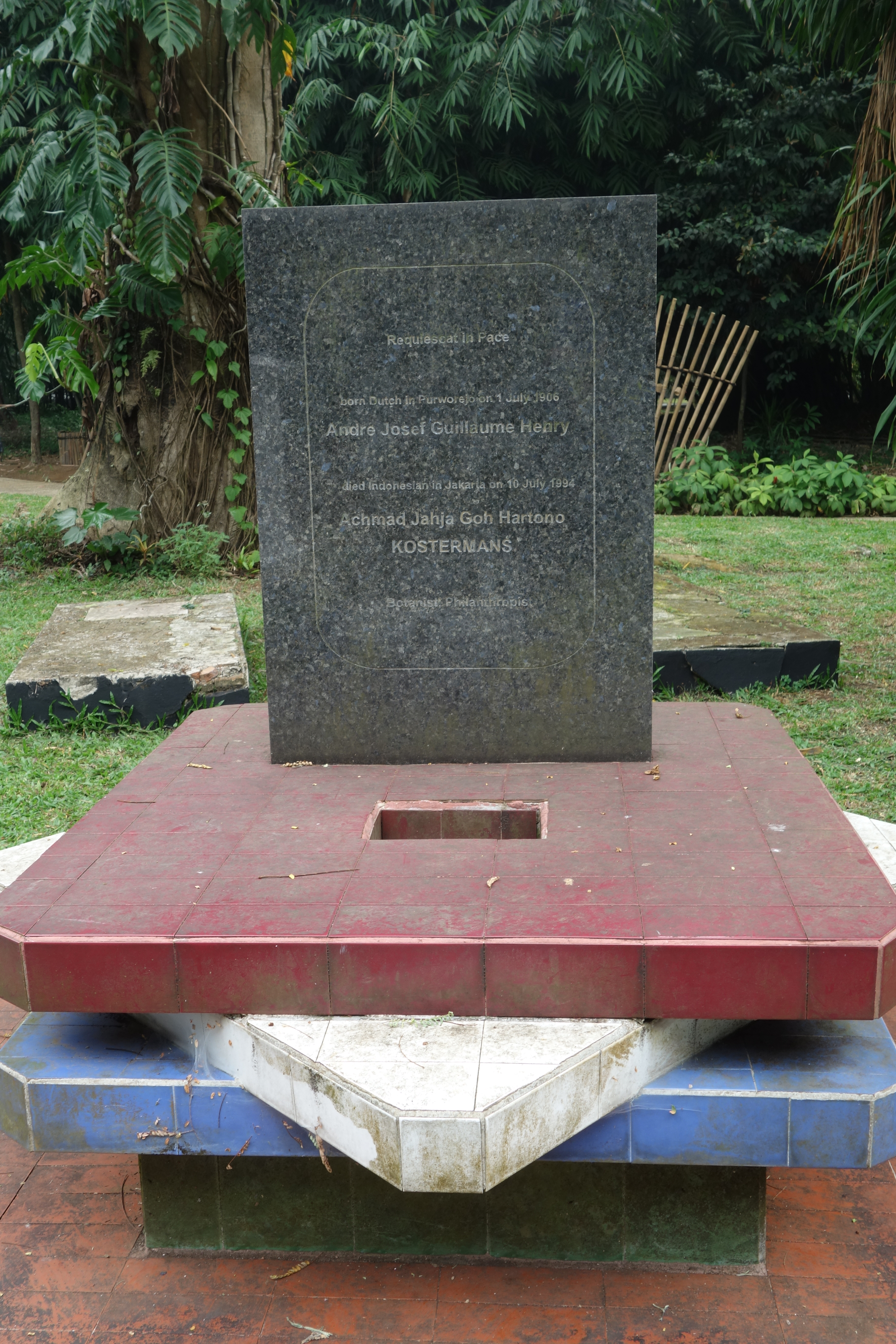
Sepultura (Jardín Botánico de Buitenzorg)

Había nacido en Purworejo, Java, Indias Orientales Neerlandesas, y educado en la Universidad de Utrecht, tomando su grado doctoral en 1936 con una tesis sobre las Lauraceae de Surinam.
Ocupó mucha actividad profesional estudiando la vegetación del sudeste Asiático, con base en Buitenzorg, más tarde en Bogor, Indonesia.
Al principio de su carrera contribuyó con familias botánicas en el texto de Pulle Flora de Surinam.
Estuvo especialmente interesado en las Lauraceae, Malvales (Bombacaceae, Sterculiaceae), Dipterocarpaceae. Y luego, más recientemente a las Anacardiaceae asiáticas.
Kostermans sufre un ataque cardíaco en marzo de 1991, y en carta a un amigo en abril de 1991 dice "algunos escritos (incluyendo) los toques finales al gordo manuscrito de las especies de Mango (69 especies) ... Si tengo suerte me gustaría verlo terminado." Kostermans efectivamente vio su publicación por Academic Press en 1993. Falleció en Indonesia en 1994.

## Algunas publicaciones
- 1993. The Mangoes. Londres, 233 pp.

- 1991. Kedondong, ambarella, amra. Bogor, 100 pp.

- 1964. Bibliographia Lauracearum. Yakarta, 1.450 pp.

- 1959. A monograph of the genus Heritiera Dry. (Sterculiaceæ) Including Argyrodendron F.v.M. and Tarrietia Bl. Yakarta, 121 pp.

- 1954. A monograph of the Asiatic, Malaysian, Australian, and Pacific species of Mimosaceae, formerly included in Pithecolobium Mart. Yakarta, 122 pp.

- 1948. Bosonderzoek kolonisatie object Momi-Ransiki, Nieuw Guinea, 2 vv.

- 1939. Studies in South American Malpighiaceae, Lauraceae and Hernandiaceae, especially of Surinam. Amsterdam, 356 pp.

## Honores

### Eponimia
Géneros
- (Bombacaceae) Kostermansia Soegeng[1]

- (Chrysobalanaceae) Kostermanthus Prance[2]

Especies (48 + 12 registros IPNI)
- (Annonaceae) Mitrephora kostermansii Weeras. & R.M.K.Saunders[3]

- (Fabaceae) Pithecellobium kostermansianum Mohlenbr.[4]

- (Lauraceae) Cryptocarya kostermansiana C.K.Allen[5]

- (Lauraceae) Beilschmiedia kostermansiana Robyns & Wilczek[6]